# 谷塚町
谷塚町（やつかまち）は、埼玉県北足立郡に存在した町。
1955年（昭和30年）1月1日に同郡草加町・新田村と合併し、新たに草加町が誕生。谷塚町は消滅した。尚、旧町域の中の大字名としては「谷塚町」は残っている。

## 地理
- 埼玉県北足立地域の南東端に位置し、南側を東京都に接している。
- 旧町域の殆どが低地に位置しており、ほぼ全域が標高2〜4mの間にある。
- 2021年（令和3年）現在における草加市南部、すなわち谷塚町、谷塚一 - 二丁目、谷塚仲町、谷塚上町、遊馬町、瀬崎一 - 七丁目（旧・瀬崎町）、柳島町、新里町、両新田東町及び両新田西町が、ほぼ旧町域にあたる。ほとんどの地域で区画整理・町名整理が行われていない。
- 江戸時代以降旧町域の中央部を、日光街道が南北に貫いている。また、これと平行し東武鉄道伊勢崎線も通っており、旧町域内に谷塚駅が設置されている。

## 歴史

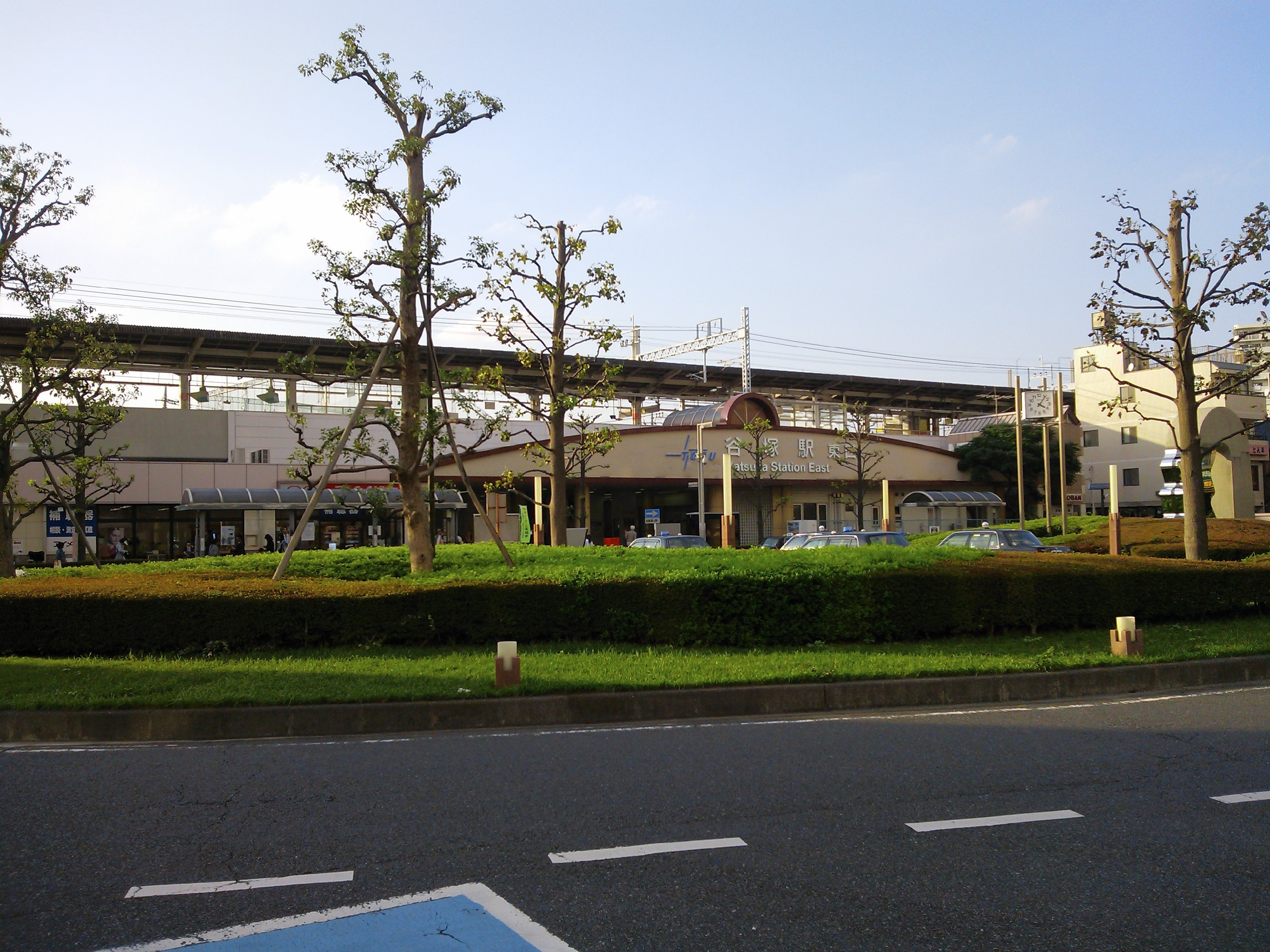
現在の谷塚駅前

- 1869年（明治2年）1月28日 (旧暦) - 武蔵知県事・宮原忠治の管轄区域をもって大宮県が発足（県庁は日本橋馬喰町）。
- 1869年（明治2年）9月29日 (旧暦) - 県庁が浦和に移転し、大宮県から浦和県に改称。
- 1871年（明治4年）11月14日 (旧暦) - 浦和県・忍県・岩槻県の3県が合併して埼玉県が誕生。
- 1879年（明治12年） - 足立郡の区域をもって行政区画としての北足立郡が発足。郡役所は浦和宿に設置。
- 1889年（明治22年）4月1日 - 町村制施行に平行して下谷塚、中谷塚、上谷塚、東遊馬、瀬崎、柳島、新里、市右衛門新田、彦右衛門新田の7箇村2新田が合併し、谷塚村が成立。
- 1899年（明治32年）8月27日 - 東武鉄道伊勢崎線、北千住〜久喜間開通。谷塚村を鉄道が通過する。
- 1925年（大正14年）10月1日 - 谷塚駅が開設される。
- 1940年（昭和15年）11月23日 - 谷塚村が町制施行、谷塚町となる。
- 1955年（昭和30年）1月1日 - 谷塚町は北の草加町、新田村と新設合併して新たに草加町となり、消滅。